# Hillsborough Township
Hillsborough Township ist ein Township im Somerset County des Bundesstaats New Jersey in den USA. Das U.S. Census Bureau ermittelte bei der Volkszählung 2020 eine Einwohnerzahl von 43.276.

## Geographie
Nach den Angaben des United States Census Bureaus hat die Stadt eine Gesamtfläche von 141,9 km2, wovon 141,6 km2 Land und 0,3 km2 (0,18 %) Wasser ist.

## Demographie
Nach der Volkszählung von 2000 gibt es 36.634 Menschen, 12.649 Haushalte und 9.802 Familien in der Stadt. Die Bevölkerungsdichte beträgt 258,6 Einwohner pro km2. 85,96 % der Bevölkerung sind Weiße, 3,76 % Afroamerikaner, 0,09 % amerikanische Ureinwohner, 7,31 % Asiaten, 0,06 % pazifische Insulaner, 1,28 % anderer Herkunft und 1,53 % Mischlinge. 4,75 % sind Latinos unterschiedlicher Abstammung.
Von den 12.649 Haushalten haben 44,9 % Kinder unter 18 Jahre. 67,6 % davon sind verheiratete, zusammenlebende Paare, 7,5 % sind alleinerziehende Mütter, 22,5 % sind keine Familien, 17,8 % bestehen aus Singlehaushalten und in 4,0 % sind die Menschen älter als 65. Die Durchschnittshaushaltsgröße beträgt 2,88, die Durchschnittsfamiliengröße 3,31.
29,1 % der Bevölkerung sind unter 18 Jahre alt, 6,0 % zwischen 18 und 24, 34,7 % zwischen 25 und 44, 23,3 % zwischen 45 und 64, 6,8 % älter als 65. Das Durchschnittsalter beträgt 36 Jahre. Das Verhältnis Frauen zu Männer beträgt 100:97,6, für Menschen älter als 18 Jahre beträgt das Verhältnis 100:93,1.
Das jährliche Durchschnittseinkommen der Haushalte beträgt 83.290 USD, das Durchschnittseinkommen der Familien 93.933 USD. Männer haben ein Durchschnittseinkommen von 62.273 USD, Frauen 42.052 USD. Das Pro-Kopf-Einkommen der Stadt beträgt 33.091 USD. 3,1 % der Bevölkerung und 2,1 % der Familien leben unterhalb der Armutsgrenze, davon sind 3,6 % Kinder oder Jugendliche jünger als 18 Jahre und 3,5 % der Menschen sind älter als 65.